# 斑纹裂螺
斑纹裂螺（学名：Emarginula nigromaculata）是裂螺科边罅螺属的一种。舊屬原始腹足目，今屬Lepetellida目。

## 分佈
本物種見於台湾龜山島及西太平洋馬紹爾群島的埃內韋塔克環礁:106,135，殼長約10 mm:106,135。常栖息在浅海珊瑚礁、岩石底。

## 外部連結
- 維基物種上的相關：斑紋裂螺